# Gare de Bellevue-Funiculaire
Brimborion
Pour les articles homonymes, voir Gare de Bellevue (homonymie) et Brimborion.
Ne doit pas être confondu avec Gare de Bellevue.
La gare de Bellevue-Funiculaire (maintenant station de tramway Brimborion) est une ancienne gare ferroviaire française de la ligne de Puteaux à Issy-Plaine (ligne des Moulineaux), devenue une station de tramway de la ligne 2 du tramway d'Île-de-France (ligne T2). Elle est située sur le territoire des communes de Meudon et de Sèvres, dans le département des Hauts-de-Seine, en région Île-de-France.
La gare est mise en service en 1893 en même temps que le funiculaire de Bellevue. Fermée en 1993 pour permettre la conversion en tramway de la ligne et de la gare, elle rouvre en 1997.
Devenue une station de tramway de la Régie autonome des transports parisiens (RATP) et renommée Brimborion, elle est desservie par les rames de la ligne T2.

## Situation ferroviaire
L'ancienne gare ferroviaire de Bellevue-Funiculaire est située au point kilométrique (PK) 16,526 de la ligne de Puteaux à Issy-Plaine (dite « ligne des Moulineaux »), entre les gares du Pont de Sèvres et du Bas-Meudon.
La station de tramway Brimborion est située sur la ligne 2 du tramway d'Île-de-France (ligne T2), entre les mêmes points d'arrêt.

## Histoire

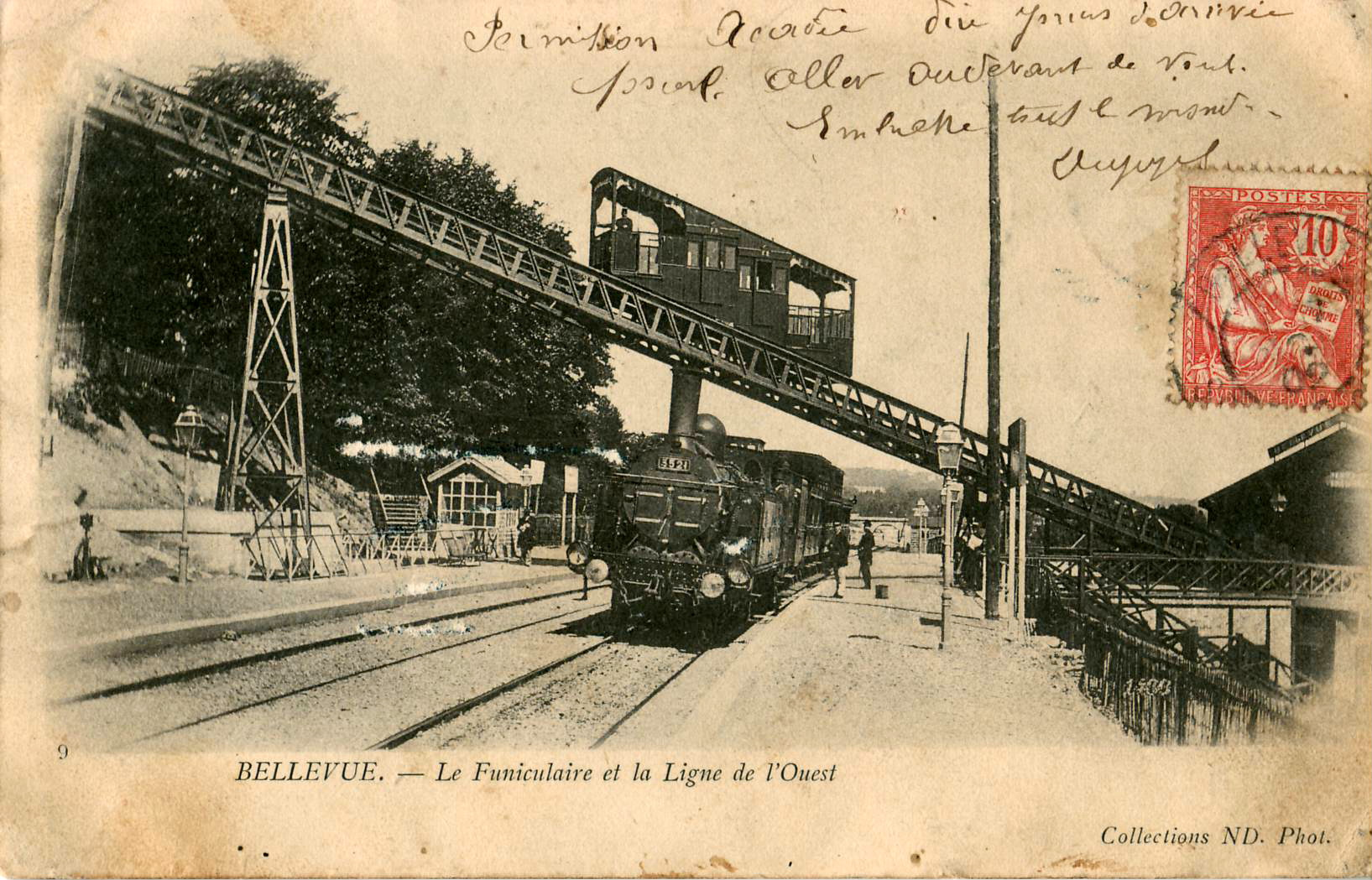
La gare et le funiculaire de Bellevue en 1900.

La gare de Bellevue-Funiculaire est en fonction sur la ligne de Puteaux à Issy-Plaine de 1893 à 1993, puis est fermée et transformée en une station de tramway, ouverte en 1997.
La gare de Bellevue-Funiculaire est ouverte en 1893 soit quatre ans après le reste de la ligne des Moulineaux afin d'assurer la correspondance avec le funiculaire de Bellevue. La gare conserve néanmoins le nom de funiculaire bien après l'arrêt de ce dernier, probablement afin d'éviter les confusions avec la gare de Bellevue, située dans la même commune et qui était aussi desservie par le funiculaire. La gare se distingue du reste des gares de la ligne des Moulineaux en étant l'une des rares dont le bâtiment voyageurs a été détruit. 
En 1993, la fermeture de la ligne des Moulineaux permet d'effectuer des travaux de reconversion en ligne de tramway, entraînant également la fermeture de la gare. En 1997, lors de la réouverture de la ligne en tant que ligne T2, la gare de Bellevue-Funiculaire, devenue une station de tramway, voit sa dénomination transformée en Brimborion. Le passage souterrain, auparavant utilisé pour passer d'un quai à l'autre, est alors muré et remplacé par un passage à niveau.

## Service des voyageurs

### Accueil
La station de tramway est équipée d'abris sur chacun des quais et d'automates pour l'achat de titres de transport. L'accès se fait au travers d'escaliers et de rampes pour les personnes à mobilité réduite. Le passage d'un quai à l'autre se fait à niveau.

### Desserte
Elle est desservie par les tramways de la ligne T2, à raison d'un tramway toutes les quatre à douze minutes.

### Intermodalité
La station n'est pas desservie par les bus.